# Гейтман, Егор Иванович
Его́р Ива́нович Ге́йтман (Гео́рг Иога́нн Ге́йтман) (нем. Georg Johann Heytman; 1798—1829) — русский гравёр и литограф немецкого происхождения, представитель петербургского академизма, ученик Николая Уткина и Томаса Райта; портретист и иллюстратор, также работал как копиист.

## Биография
Уроженец Везенбергского уезда; сын каменного мастера, у которого и получил первые уроки художественного мастерства. 6 декабря 1811 года принят в число воспитанников Императорской Академии художеств на казенное содержание. В 1817 году был переведён в гравировальный класс Н. И. Уткина; в 1819 году перешёл в класс исторической живописи, откуда уволился в марте 1820 года, не окончив курса по состоянию здоровья. В 1821 году по рекомендации Уткина поступил в мастерскую Томаса Райта, гравировавшего в Петербурге портреты для Военной галереи Зимнего дворца, где обучался технике пунктира.
В 1824 году Гейтман выставлял свои доски на медаль. Из работ известны гравюры: портреты графа Л. Л. Бенигсена, 1821 г. (окончен Райтом), А. С. Пушкина, 1822 г., Варнека (Сев. Цветы, 1827 г.), В. И. Де Геннина, императрицы Марии Фёдоровны (Софии Доротеи Вюртембергской) (Невский альманах, 1829 г.), А. Н. Оленина, балерины Телешевой (Русская Талия, 1825 г.), Бурдалу (с собственного рисунка Г.) и короля Таити Помари, виньетка с бюстом Архимеда, 1822 г. (офорт) для книги Петрушевского «Архимед», ангел с кадилом — памятник в Грузине (Сев. Цветы, 1827 г.), Пушкин, стоящий с Онегиным на набережной Невы против крепости (Невский Альманах, 1829 г.), заглавные листы к «Альбому Северных муз», 1828 г., и альманаху «Букет», Бельведерский торс и голова Вакха (Мартоса), литографированные портреты Н. М. Карамзина, П. П. Свиньина (воспроизведены в «Очерке по истории литографии в России» В. Я. Адарюкова), гр. А. Ф. Закревской и портреты К. Х. Бенкендорфа, A. B. Иловайского, П. М. Капцевича, И. С. Леонтьева и Н. И. Сенявина, с оригиналов Доу, для «Военной галереи», изданной в 1826—1827 гг. в Лондоне.
Д. А. Ровинский (в персоналии «Подробного словаря русских гравёров») атрибутировал Гейтману портрет знатока якутских древностей Шиллинга, а В. Я. Адарюков включает этот портрет в список произведений Гейтмана. В вышеуказанном труде В. Я. Адарюкова «Очерк по истории литографии в России» воспроизведен как этот портрет, так и портрет Императрицы Елисаветы Алексеевны в Таганроге, находящийся в собрании Эрмитажа.
Егор Иванович Гейтман, согласно Дм. Ровинскому, умер в 1862 году; эта же датировка принята в персоналиях «Русского биографического словаря» и «Малого Брокгауза — Ефрона», однако в ряде других источников говорится, что Гейтман умер 7 июня 1829 года.

## Комментарии
1. ↑  При этом в вышеназванных источниках не указывается работ написанных в 1840-х годах и позднее